# 朗伯 (單位)
朗伯（Lambert）簡稱 L, la或Lb，是國際標準制以外的亮度單位，得名自瑞士數學家、物理學家及天文學家約翰·海因里希·朗伯（1728–1777）。國際標準制的亮度單位是坎德拉每平方米（cd/m²）。

## 定義
1 朗伯 (L) = {\displaystyle {\frac {1}{\pi }}} cd/cm² (0.3183 cd/cm²) 或 {\displaystyle {\frac {10^{4}}{\pi }}} cd m−2